# Atelidae
Atelidae är en familj i delordningen brednäsor, som tillhör ordningen primater. Djur i denna familj kännetecknas av en gripsvans. Det finns 23 arter fördelade över fem släkten som lever i Central- och Sydamerika.

## Utseende
Arterna i familjen når en kroppslängd mellan 35 och 80 centimeter och därtill kommer en svans som ibland kan vara 90 centimeter lång. Vikten varierar mellan 5 och 15 kilogram. De största medlemmarna finns i släktena spindelapor och vrålapor, som även är de största primaterna på den amerikanska kontinenten. Angående storleken finns en tydlig könsdimorfism i släktena vrålapor och ullapor – hannar är större än honor, hos andra släkten är könen lika stor. Pälsens färg är beroende på art och levnadsområde. Grundfärgen är vanligen grå-, brun, röd- eller svartaktig. Extremiteterna är särskilt långa, händerna påminner om en krok och tummen är ibland bakåtbildad. Gripsvansen saknar hår vid spetsens undersida och huden där används som haptisk sinne. Hos vissa arter är honornas klitoris förstorade och påminner om en penis. Som de flesta andra brednäsor har arterna följande tandformel: I 2/2, C 1/1 , P 3/3, M 3/3, alltså sammanräknad 36 tänder.

## Utbredning och habitat
Familjen förekommer på den amerikanska kontinenten från södra Mexiko till Brasilien, Bolivia och norra Argentina. Alla arter lever i olika sorters skogar. Några medlemmar som spindelapor är bunden till urskogar, vrålapor finns även i skogar som tappar löven vid hösten samt till och med i habitat som påminner om savann.

## Levnadssätt
Dessa djur är aktiva under dagen och klättrar genom skogen. Ibland vistas de även på marken. Bland grenarna går de på fyra extremiteter eller i armgång. Huvudsakligen spindelapor och ullspindelapor har utvecklat detta rörelsesätt och liknar i detta avseende gibboner, men de är inte nära släkt med dessa primater.
De lever i grupper där individerna är polygama. Mindre flockar består ofta av en hanne och flera honor. Å andra sidan förekommer också stora grupper med upp till 100 individer som består av flera hannar och honor. I dessa grupper finns vanligen en tydlig hierarki. Ibland delar sig gruppen i mindre flockar när de letar efter föda. Grupperna bor ibland i särskilt stora revir (hos ullapor upp till 1 000 hektar) men gränserna bevakas inte så noga och de är mindre aggressiva mot individer från andra grupper. Även i gruppen är beteendet mera vänskapligt och inte lika hotfullt som hos andra primater.
Kommunikationen med hjälp av olika höga läten spelar en stor roll. Dessa skrik används för att meddela sin egen position och för att hitta gruppmedlemmar. Särskilt utpräglat är detta beteende hos vrålapor som har förstorade tungben och brosk i struphuvudet för att åstadkomma höga läten.

### Föda
Arterna är allätare, men hos flera släkten består den huvudsakliga födan av frukter, frön och blad. Vanligen beror födans sammansättning på art och årstiden. Vrålapor och vissa ullspindelapor har blad som huvudföda och de har långa vilotider för att kompensera födans låga närvärde. I viss mån äter familjens medlemmar insekter och andra smådjur.

### Fortplantning
Deras fortplantning sker särskilt långsamt. Bara vartannat eller vart fjärde år föder honan vanligtvis endast en unge och födelsen är inte bunden till någon årstid. Dräktigheten varar vanligen i 6 till 8 månader, beroende på art. För ungens uppfostran ansvarar nästan uteslutande honan. Efter ett till två år slutar honan att dia och ungdjuret blir könsmoget efter 6 till 8 år. Livslängden är jämförelsevis lång, individer i fångenskap kan bli flera decennier gamla. En individ av spindelapor blev exempelvis 48 år gammal.

## Status och hot
Många arter jagas av indianerna för köttets skull. Ett annat hot mot aporna är förstörelsen av apornas levnadsområde. Släktet ullspindelapor är nästan utrotat. Även flera andra arter listas av IUCN som starkt hotade eller sårbara.

## Systematik
Atelidae är en av fem familjer i infraordningen brednäsor (Platyrrhini). Deras närmaste släktingar antas vara arter i familjen Pitheciidae.
Aktuella klassificeringar listar 23 till 25 arter fördelade på två underfamiljer och fem släkten till familjen:
- underfamilj Atelinae
  - spindelapor (Ateles), med sju arter.
  - ullspindelapor (Brachyteles), med två arter.
  - ullapor (Lagothrix), med fyra arter.
  - Oreonax, en art - gulsvansad ullapa.
- underfamilj Alouattinae
  - vrålapor (Alouatta), med nio arter.

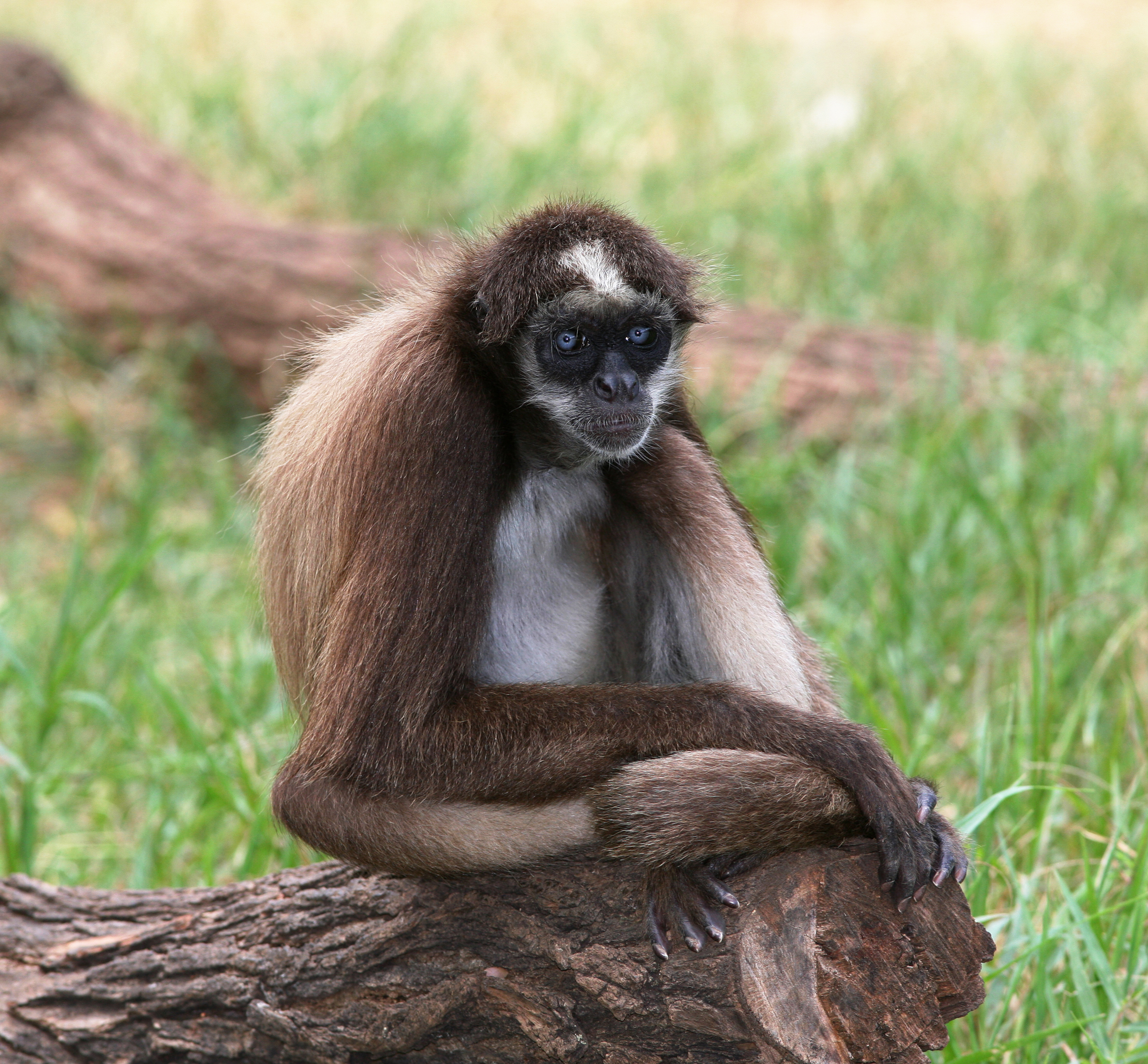
En spindelapa av arten Ateles hybridus
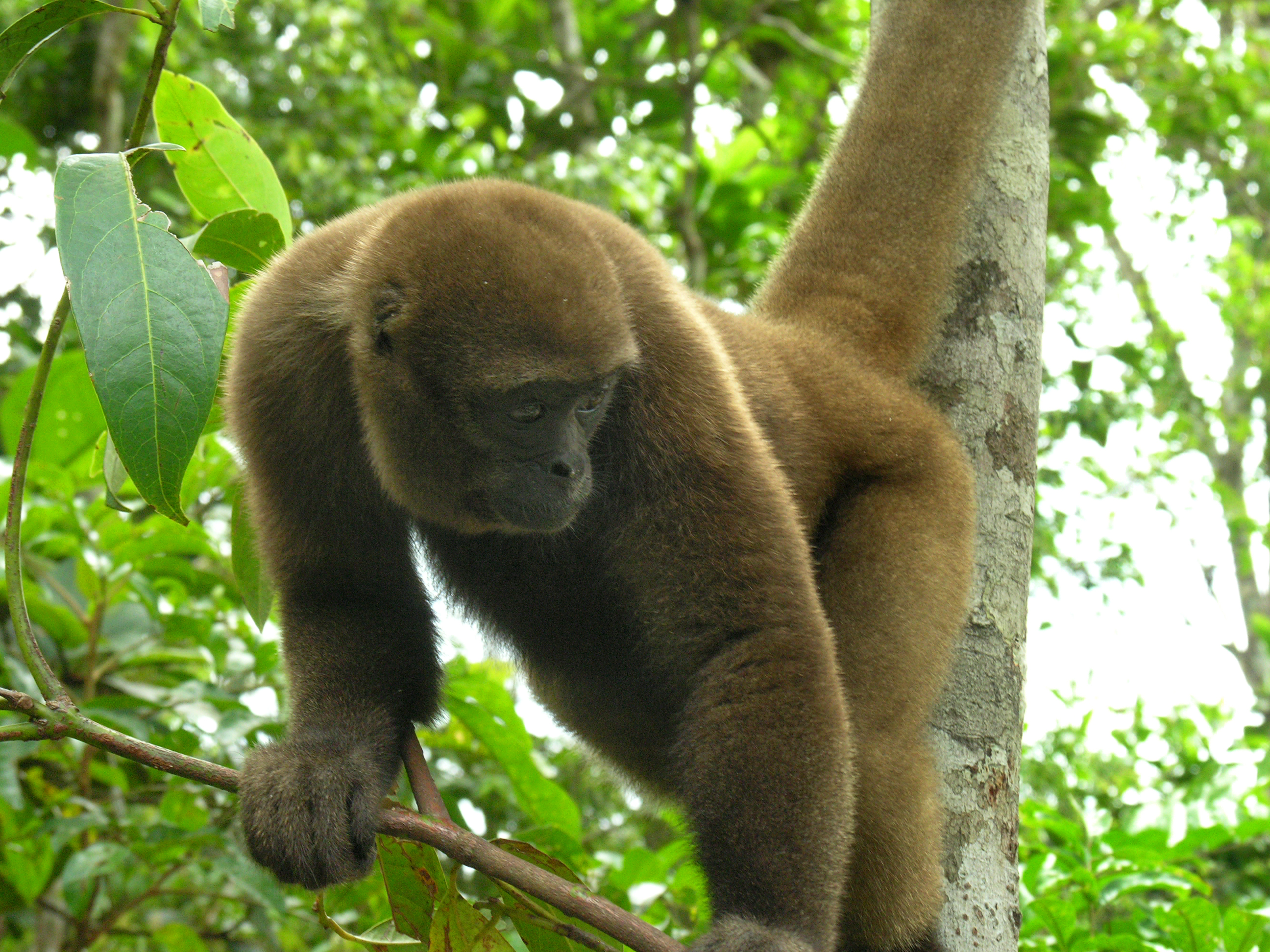
Humboldts ullapa
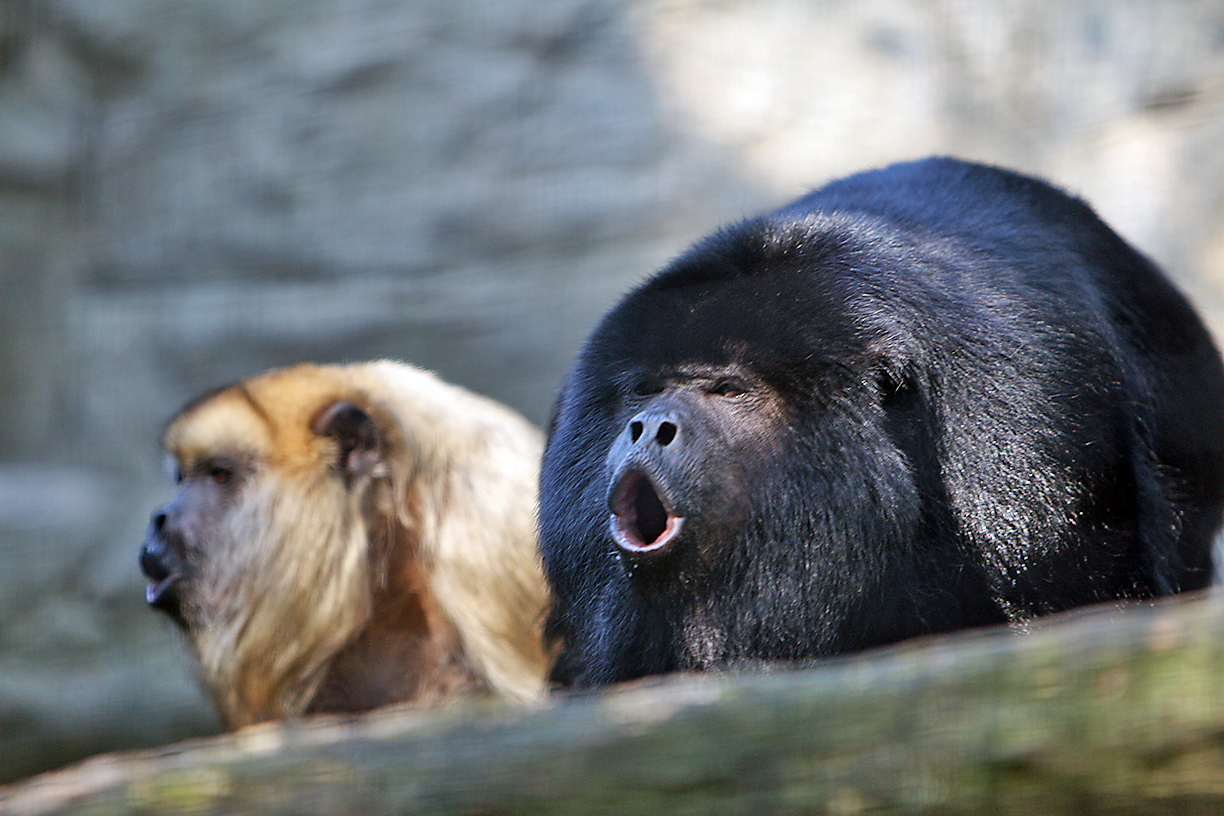
Vrålapor av arten Alouatta caraya

Vrålaporna utgör systergruppen till alla andra medlemmar i familjen. Enligt Geissmann (2003) uppkom släktena enligt följande kladogram:
```
 Atelidae
  ├───Vrålapor (
Alouatta
)
  └───Atelinae
        ├───Spindelapor (
Ateles
)
        └─── N.N.
              ├───Ullspindelapor (
Brachyteles
)
              └───Ullapor (
Lagothrix
)
```

Situationen för gulsvansad ullapa är oklar, kanske är den närmare släkt med spindelapor.